# Barrio Aeropuerto (Cúcuta)
El Aeropuerto es un barrio de la ciudad colombiana de Cúcuta fundado en 1980 por personas que se tomaron a la fuerza los terrenos que para entonces forman parte de El Salado. El alcalde Enrique Cuadros Corredor pavimentó la vía principal que en la noche se convierte en la "Zona Rosa" del sector. El principal sitio de encuentro para recreación y el entretenimiento es el polideportivo "Aristides Salazar".

## Localización y situación socioeconómica
Como su nombre lo indica este barrio está localizado cerca al aeropuerto, concretamente el Aeropuerto Internacional Camilo Daza. Sus habitantes pertenecen a los estratos 1  2 y 3.
En la avenida principal del barrio es una zona muy comercial, en la que se encuentra cualquier tipo de lugares, desde comidas rápidas, pasando por papelerías, tiendas de ropa, discotecas e incluso venta de artículos para el hogar, entre muchos otros.